# Acaciella sousae
Acaciella sousae là một loài thực vật có hoa trong họ Đậu. Loài này được (L. Rico) L. Rico mô tả khoa học đầu tiên năm 2004.